# Шипачно (Невесиње)
Шипачно је насељено мјесто у општини Невесиње, Република Српска, БиХ. Према попису становништва из 1991. у насељу је живјело 96 становника.

## Становништво
| Националност | 1991. | 1981. | 1971. | 1961. |
| Срби         | 97    | 173   | 322   | 375   |
| Црногорци    |       |       | 3     |       |
| непознато    |       | 2     |       |       |
| Укупно       | 97    | 175   | 325   | 375   |

| Демографија | Демографија | Демографија |
| Година      | Становника  | Становника  |
| ----------- | ----------- | ----------- |
| 1961.       | 375         |             |
| 1971.       | 325         |             |
| 1981.       | 175         |             |
| 1991.       | 97          |             |